# Ursula Seitz-Gray
Ursula Seitz-Gray, geborene Ursula Gray, (* 30. März 1932 in Bydgoszcz, Polen, ehemals Bromberg; † 23. Januar 2017 in Frankfurt am Main) war eine deutsche Fotografin.

## Leben
Ursula Gray wuchs in Bydgoszcz, der ehemals preußischen Stadt Bromberg, auf. Der Kaufmann Bruno Gray und Hildegard Gray, geborene Pietsch waren ihre Eltern. Ihre Schwester war die Journalistin Christa Kroha (geborene Gray, 1934–2012). Nach Kriegsende musste die Familie aus Polen fliehen. Nach Aufenthalten in Saalfeld/Saale und Bamberg, wo sie ihr Abitur machte, kam Ursula Gray 1950 nach Frankfurt am Main. Dort absolvierte sie bei der Firma Fritz Brieke Söhne eine Lehre als Fotografin. Sie war Assistentin des Presse- und Industriefotografen Sepp Jäger (1906–1976) und des Studiofotografen Erich Rossel. Anschließend studierte sie an der Staatlichen Höheren Fachschule für Photographie in Köln. Nachdem sie dort ihr Diplom als Fotoingenieurin erhalten hatte, legte sie an der Handelskammer Köln ihre Meisterprüfung ab.
Sie war mit dem Frankfurter Kunst- und Theaterförderer Rudi Seitz (1930–2002) verheiratet. Beider Interessen für Theater und Kunst ergänzten sich. So bezogen sich ihre Tätigkeiten aufeinander und überschnitten sich trotz thematischer Spezialisierung – bei Ursula Seitz-Gray Fotografie und bei ihm Kunstförderung. Aus ihrer Ehe stammt die Tochter Gabriele Seitz, Archäologin an der Universität Freiburg.
Rudi Seitz war ab 1947 zunächst an den Städtischen Bühnen tätig, unter anderem als Dramaturgieassistent bei Richard Weichert und Harry Buckwitz. Für das Buch „Frankfurt und sein Theater“ des Journalisten und Schriftstellers Heinrich Heym, das 1963 anlässlich der Eröffnung der Theaterdoppelanlage aus Schauspielhaus und Opernhaus entstand, verfasste er die Dokumentation. Seitz zeichnete darin sämtliche Inszenierungen und Ausweichspielstätten nach 1945 sowie das Ensemble des Schauspiels in Frankfurt auf, Ursula Seitz-Gray war als Fotografin für die Städtischen Bühnen tätig. 1972 wurde Rudi Seitz im Städtischen Amt für Wissenschaft und Kunst enger Mitarbeiter von Dezernent Hilmar Hoffmann und als solcher beruflich wie privat Förderer der Frankfurter Kunstszene. Der 2005 gestiftete Rudi-Seitz-Kunstpreis geht auch auf Ursula Seitz-Grays Initiative zurück und ist nach ihm benannt. Neben dem Preisgeld gehört der Nachguss eines bronzenen Elefanten des Beckmann-Schülers Alfred Nungesser zur Auszeichnung. „Dem Elefant wird nachgesagt, dass er ein großes Gedächtnis hat, mein Mann hatte das auch“, erklärte Seitz-Gray 2012.

## Werk
Ursula Seitz-Gray fotografierte in Frankfurt für die Städtischen Bühnen Mitglieder des Ensembles, aber auch Bühnenbilder und Theaterszenen. Viele ihrer Aufnahmen werden im Institut für Stadtgeschichte in Frankfurt verwahrt. Zu den Beständen gehören topographische Stadtaufnahmen von Ursula Seitz-Gray sowie Aufnahmen von Ereignissen und Persönlichkeiten des Frankfurter Stadt- und Kulturlebens. Daneben fotografierte sie für Frankfurter Museen, unter anderem für das Historische Museum Frankfurt (HMF), das Museum für Kunsthandwerk, das Jüdische Museum und Museum Giersch. Sie fertigte Reprofotos von Exponaten, Aufnahmen zur Dokumentation sowie für Kataloge. Sie war Autorin der Bibliothek der Generationen im HMF.
Ursula Seitz-Gray arbeitete von 1956 bis zu ihrem Tod 2017 als freie Fotografin in Frankfurt am Main.

## Ausstellungen
Für die Frankfurter Malakademie stellte die Theater- und Kunstfotografin Seitz-Gray für eine Ausstellung im Jahr 2000 einen besonderen Werkkomplex zusammen: „Erste Reise nach Paris“ (23. Dezember 2000–12. Januar 2001), zeigte Aufnahmen aus dem Jahr 1951. Diese und weitere Motive von Studienreisen Seitz-Grays aus den 1950er Jahren präsentierte die Ausstellung „Paris, ein Fest für das Leben“ im Museum Goch (11. Januar 2020–19. April 2020).

## Auszeichnung
1953 erhielt sie den ersten Preis für Fotografie des Europäischen Marshallplans.

## Publikation
Petra Kammann: Ursula Seitz-Gray: Paris, Verlag Henrich Druck + Medien, Frankfurt am Main 2020, 84 Seiten, ISBN 978-3-944542-20-1.